# Філософія науки
Філосо́фія нау́ки — розділ філософії, який вивчає поняття, границі і методологію науки. Разом з тим, існують більш спеціальні розділи філософії, наприклад: філософія математики, філософія біології, філософія фізики тощо.
Як напрямок філософія науки представлена оригінальними концепціями, які пропонують різні моделі розвитку науки та епістемології. Вона зосереджена на виявленні ролі і значимості науки, характеристик когнітивної, теоретичної діяльності.
Як філософська дисципліна філософія науки поряд з філософією історії, логікою, методологією, культурологією виникла як необхідність осмислити соціокультурні функції науки в умовах науково-технічної революції. Ця молода дисципліна заявила про себе тільки у другій половині XX століття. У той же час, напрямок «філософія науки» виник на сто років раніше.

## Предмет
Предметом філософії науки є загальні закономірності і тенденції наукового пізнання, як особливої діяльності по творенню нових наукових знань, взятих у їх історичному розвитку і розглядуваних у історично змінному соціокультурному контексті.

## Основні напрямки філософії науки
Попередницею філософії як науки є гносеологія XVII—XVIII ст., в центрі якої було осмислення суті наукового знання і методів його одержання. Гносеологічні питання були центральною темою класичного етапу філософії Нового часу — від Рене Декарта і Джона Локка до Іммануїла Канта. Як окремий напрямок філософія науки сформувалася у XIX ст. У її розвитку виділяють декілька етапів.

### Позитивізм
Позитивізм у своєму розвитку проходить ряд стадій — перший позитивізм, другий позитивізм (емпіріокритицизм) і третій позитивізм (логічний позитивізм, неопозитивізм). Загальна їх риса — емпіризм, який виходить від Френсіса Бекона, та неприйняття метафізики, під якою позитивісти розуміють класичну філософію Нового часу — від Декарта до Гегеля). Крім того, для позитивізму характерний однобічний аналіз науки: вважається, що наука суттєво впливає на культуру людства, в той час, як сама вона підпорядкована тільки своїм внутрішнім законам і не піддається впливові соціальних, історичних, естетичних, релігійних та ін. чинників.

#### Кумулятивна модель розвитку науки
Кумулятивізм — уважає, що розвиток знань іде шляхом поступового накопичення знань. Такий підхід абсолютизує кількісні зміни і виключає можливість якісних змін, революції в науці. Прихильники кумулятивізму уявляють розвиток науки як просте поступове примноження кількості накопичених фактів і збільшення рівня узагальнень. Так, Г. Спенсер розглядав механізм розвитку знань за аналогією з біологічним механізмом спадковості. Такий погляд домінував у класичній науці та філософії.
Антикумулятивізм — навпаки уважає, що в процесі розвитку не існує будь-яких постійних, безперервних компонентів. Перехід від одного етапу еволюції в науці до іншого пов'язаний з переглядом фундаментальних ідей і принципів.

### Постпозитивізм
Постпозитивізм — збірна назва багатьох різних концепцій, у чомусь близьких, а в чомусь протилежних. Всі вони виникли як спроби покращити позитивізм.

#### Критичний раціоналізм Карла Поппера
Карл Поппер (1902–1994) розглядав науку як систему, що змінюється і розвивається. Цей аспект аналізу науки він представив у вигляді концепції зростання наукового знання.
Зростання наукового знання відбувається як висунення сміливих гіпотез і найкращих (із можливих) теорій, здійснення їх перевірки і спростування, у результаті чого й розв'язуються наукові проблеми. Якщо цей процес зупиняється, і деякі теорії домінують тривалий час, то вони перетворюються на догматичні метафізичні системи. У науці, на його думку, ніколи немає достатніх підстав для впевненості, що істина досягнута. Поппер уважає, що емпіричний базис не є чимось беззаперечно істинним, а є продуктом конвенції, яка, у свою чергу, залежить від відповідної теорії. Раціонально діє той учений, який будує сміливі теоретичні гіпотези, відкриті для заперечення. Науці, на думку Поппера, потрібен не принцип верифікації, а фальсифікації, тобто не підтвердження істинності, а спростування неістинності. Фальсифікація — це принципове спростування будь-якого твердження, що стосується науки.
У своїй концепції Карл Поппер формулює три вимоги до зростання знання.
1. Нова теорія повинна виходити з простої, нової, плідної, узагальнюючої ідеї.
2. Вона повинна мати можливість незалежної перевірки і призводити до явищ, які до цього не спостерігались.
3. Хороша теорія повинна витримувати нові ретельні перевірки.

Свою модель росту наукового пізнання Поппер зображує схемою:
Р1 −> ТТ −> ЕЕ −> Р2, де Р1 − початкова проблема, ТТ − пробна теорія, тобто припущення щодо того, як розв'язати проблему, ЕЕ − процес усунення помилок у теорії шляхом критики й експериментальної перевірки, Р2 − нова, глибша проблема, для розв'язання якої потрібно вибудувати нову, ґрунтовнішу й інформативнішу теорію.
Важливою особливістю підходу Поппера є концепція фалібілізму. Її сутність у тому, що будь-яке наукове знання має лише гіпотетичний характер, схильне до помилок. Процес пізнання − це процес переборення омани шляхом виключення помилкових суджень, тому що надійних джерел отримання істини немає, і жодна теорія не може бути безумовно підтверджена. Тому завдання вчених − шукати помилки та хибні судження й усувати їх шляхом перевірки теорій і висунення нових гіпотез.
Таким чином, Карл Поппер акцентував увагу на важливих проблемах динаміки знання: росту наукового знання, ролі гіпотез у науковому пізнанні, ролі емпіричного заперечення і теоретичної критики в розвитку знання, співвідношення старих і нових теорій тощо; разом з тим, зіткнувся із серйозними труднощами, пов'язаними з абсолютизацією принципу фальсифікації, конвенціалізмом у тлумаченні висхідних основ знання, відривом об'єктивного знання від історичного суб'єкта пізнання, відмовою від визнання об'єктивної істинності наукового знання, перебільшення аналогії з біологічною еволюцією, заперечення певних закономірностей у розвитку науки, природи і суспільства.

#### Концепція дослідницьких програм Імре Лакатоша
Сам Лакатош (1922–1974), (учень Поппера), називав свою концепцію «удосконаленим фальсифікаціонізмом». Він увів поняття науково дослідницької програми (НДП), що дозволило більш реалістично описати історію науки. Згідно з його точкою зору, НДП є основною одиницею розвитку і оцінки наукового знання. НДП — метатеоретичне утворення, у рамках якого здійснюється теоретична діяльність, це серія теорій, що об'єднані сукупністю фундаментальних ідей і методологічних принципів, які змінюють одна одну. Розвиток науки за Лакатошом − це послідовна зміна НДП, які можуть певний час співіснувати і конкурувати між собою.
Будь-яка наукова теорія повинна оцінюватись разом зі своїми допоміжними гіпотезами, початковими умовами, а головне, разом з теоріями, які їй передували. Таким чином, об'єктом методологічного аналізу стає не окрема гіпотеза чи теорія, а серія теорій, тобто певний тип розвитку.
Кожна науково-дослідна програма як сукупність певних теорій включає в себе: а) «жорстке ядро» − цілісну систему фундаментальних, конкретно-наукових і онтологічних припущень, які зберігаються у всіх теоріях даної програми; б) «захисний пояс», що складається із допоміжних гіпотез і забезпечує збереження «жорсткого ядра» від заперечень; в) нормативні, методологічні правила-регулятори що вказують найперспективніші шляхи досліджень (позитивна евристика) і ті, які треба оминати (негативна евристика). Якщо за Поппером, при появі фальсифікуючого прикладу теорія повинна бути відкинута, то у концепції ж Лакатоша при появі фальсифікуючого факту ядро зберігається, а захисний пояс змінюється.
Розвиток науки — це зміна тісно пов'язаних сукупностей теорій, за якими стоїть конкретна науково-дослідна програма − «фундаментальна одиниця оцінки» існуючих програм. Зміна науково-дослідних програм і є науковою революцією. При цьому, на думку Лакатоша, старі НДП зникають безслідно.
У свої роботах Лакатош показує, що в історії науки дуже рідко трапляються періоди, коли домінувала одна програма (парадигма), як стверджував Т. Кун. Як правило, у будь-якій науковій дисципліні існує кілька альтернативних науково-дослідних програм. Конкуренція між ними, взаємна критика, зміна періодів розквіту і занепаду програм надають розвитку науки того реального драматизму наукового пошуку, який відсутній у кунівській монопарадигмальній «нормальній науці».

#### Концепція історичної динаміки науки Томаса Куна
Томас Кун (1922–1996) увів у філософію науки такі поняття, як наукова парадигма, наукове співтовариство, нормальна наука і наукова революція. За Куном, розвиток науки відбувається стрибками.
Розвиток наукового знання Томас Кун представив як процес зміни парадигм. На його думку, довготривалі періоди розвитку нормальної науки в рамках певної парадигми змінювалися періодами наукових революцій, що являли собою зміну парадигми. Схема представлена Куном, включала такі стадії: донаукова — криза — революція — нова нормальна наука — нова криза — революція тощо. Парадигма у Куна − це в загальному вигляді основна одиниця вимірювання процесу розвитку науки.
Кунівську концепцію розвитку науки можна сформулювати таким чином:
- допарадигмальна стадія розвитку науки, яка характеризується наявністю різних точок зору, фундаментальних теорій, загальноприйнятих методів і цінностей;
- створення єдиної парадигми на основі консенсусу членів наукового товариства;
- на основі цієї парадигми відбувається нормальний розвиток науки, накопичуються факти, вдосконалюються теорії і методи;
- у процесі такого розвитку виникають аномальні ситуації, що призводять до кризи, а потім до наукової революції;
- наукова революція − період руйнування парадигми, конкуренція між альтернативними парадигмами й утвердження нової парадигми.

Можна розглядати локальні наукові революції (охоплюють окрему науку) і глобальні наукові революції, які охоплюють усю науку в цілому і призводять до нового бачення світу.
Можна виділити такі глобальні наукові революції:
1. Наукова революція XVII ст., що знаменувала появу класичного природознавства. Усі наукові досягнення вбудовувались в загальну галілеєвсько-ньютонівську картину світу.
2. Наукова революція кінця XVIII-початку XIX ст., що призвела до дисциплінарної організації та диференціації науки.
3. Наукова революція кінця XIX − початку XX ст. − революційні зміни в різних галузях знань: відкриття теорії відносності, квантової механіки, перегляд висхідних уявлення про простір, час, рух, виникнення кібернетики, становлення теорії систем, генетики. Ці відкриття при впровадженні в промисловість стали підґрунтям для науково-технічної революції.
4. Наукова революція кінця XX — початку XXI ст. − відкриття в мікро-і мегасвіті, початок глобальної перебудови всіх знань про Всесвіт[1].

#### «Анархістська епістемологія» Пола Фейєрабенда
Основний принцип Пола Фейєрабенда — «anything goes» (все дозволено). Філософ відстоював позицію теоретичного і методологічного плюралізму, уважав, що існує безліч рівноправних типів знання і методологій, що сприяє розвитку знання і людини. На його думку, неможливо створити одну хорошу емпіричну методологію, рівноцінними є всі методологічні стратегії, правомірним є прийняття будь-якої теоретичної концепції. Найпродуктивнішими періодами в розвитку науки є періоди створення і боротьби альтернатив. Розвиток пізнання, уважає Фейєрабенд, здійснюється завдяки критиці несумісних теорій за наявності фактів. Тому в науковій роботі науковці повинні керуватись принципом «пролефірації»(розмноження) теорій: створювати теорії альтернативні по відношенню до існуючих, навіть якщо останні підтверджені та мають загальне визнання. Фейєрабенд надає великого значення альтернативам, вони, на його думку, захищають науку від догматизму і застою, створюють умови для створення нових приладів, дають можливість давати різні теоретичні тлумачення, сприяти розвитку творчих здібностей ученого.
Принцип методологічного плюралізму вказує на те, що можна створювати теорії, які не відповідають загальноприйнятим поглядам. Феєрабенд висуває ідею не тільки методологічного плюралізму, а й ідею методологічного анархізму, стверджуючи, що в пізнанні не може бути універсального методу. У науці взагалі можна робити все що завгодно, ніяких раціональних критеріїв відбору теорій немає. Кожний учений може створювати і розробляти свої власні теорії, не звертаючи уваги на суперечності та критику. Діяльність ученого не підкоряється ніяким раціональним нормам. Історія науки, на його думку, являє собою хаотичне переплетіння різних ідей, помилок, інтерпретацій фактів, відкриттів. Розвиток науки − ірраціональний: нові теорії отримують визнання не тому що ближче до істини, а завдяки пропаганді прихильників. У цьому сенсі наука нічим не відрізняється від міфу чи релігії і є однією із форм ідеології. Тому треба звільнити суспільство від диктату науки, відокремити науки від держави і надати науці, релігії, міфу однакових прав.

#### Еволюційна модель розвитку науки С. Тулміна
Стівен Тулмін (1922−1997) − автор концепції, яку називають «селекційною моделлю наук» або «методологічною теорією еволюції наукових понять». Особливості його концепції:
- Фундаментальні наукові проблеми можуть бути розв'язані тільки рамках цілісного історичного контексту.
- Наука розглядається не як цілісна система з притаманною їй організацією, а як популяція проблем, понять і пояснювальних процедур.
- На перше місце висуваються наукові поняття, розвиток знань розглядається як результат синтезу понять, які вже є і які утворюються.
- Заперечення теорії наукових революцій Куна і заміна її теорією еволюції.
- Ця теорія базується на теорії еволюції Дарвіна: теорії, які належать до однієї або кількох суміжних предметних областей, є своєрідною популяцією, члени якої беруть участь у процесах мінливості та відбору.
- Мінливість розглядається як уведення в сталу схему новацій, що покращують пояснювальний потенціал системи описування.
- Відбір буде призводити до прийняття нових новацій і заперечення інших, тобто (мовою теорії еволюції) закріплення певних ознак.
- Науковий процес розглядається як постійний і ненаправлений процес боротьби ідей за виживання шляхом найкращої адаптації до середовища існування.

Таким чином, С. Тулміну вдалось застосувати історичний підхід до аналізу науки, розгледіти деякі діалектичні властивості розвитку науки, зокрема розглянути еволюцію наукових теорій у зв'язку зі зміною історичних типів раціональності. Разом з тим, він абсолютизував біологічну аналогію, що привело до релятивістського погляду на науку.